# Dunajek (osada w powiecie gołdapskim)
Dunajek – osada w Polsce położona w województwie warmińsko-mazurskim, w powiecie gołdapskim, w gminie Gołdap.
W latach 1975–1998 miejscowość administracyjnie należała do województwa suwalskiego.
Przed 2016 rokiem osada położona była w powiecie oleckim, w gminie Kowale Oleckie, zmieniono granicę gminy.